# Biblioteca de Can Puiggener
La Biblioteca de Can Puiggener és una biblioteca pública situada al Centre Cívic del barri sabadellenc de Can Puiggener.
La van inaugurar el 5 de gener de 1972 a les aules de l'Escola Tarlatana (que llavors tenia per nom Col·legi Alcalde Marcet) i fou traslladada el 26 de gener de 1991 al seu emplaçament actual. És gestionada per l'Ajuntament de Sabadell –en conveni amb la Diputació de Barcelona– i és la més antiga de les set biblioteques públiques de Sabadell, les quals formen part de la Xarxa de Biblioteques Municipals de la província de Barcelona i del Sistema de Lectura Pública de Catalunya.
Conté un fons bibliogràfic del món àrab, per fomentar la integració de la comunitat musulmana que viu al barri i està especialitzada en sèries de televisió.